# Warwick
Warwick (AFI: [ˈwɒrɪk]ⓘ) é uma cidade do Reino Unido, capital do condado de Warwickshire, na região central da Inglaterra. Situa-se às margens do Rio Avon, a 18 quilômetros a sul de Coventry e 4 de Leamington Spa (embora as duas cidades sejam contíguas), e tem uma população de 25.434 (censo de 2001).

## História

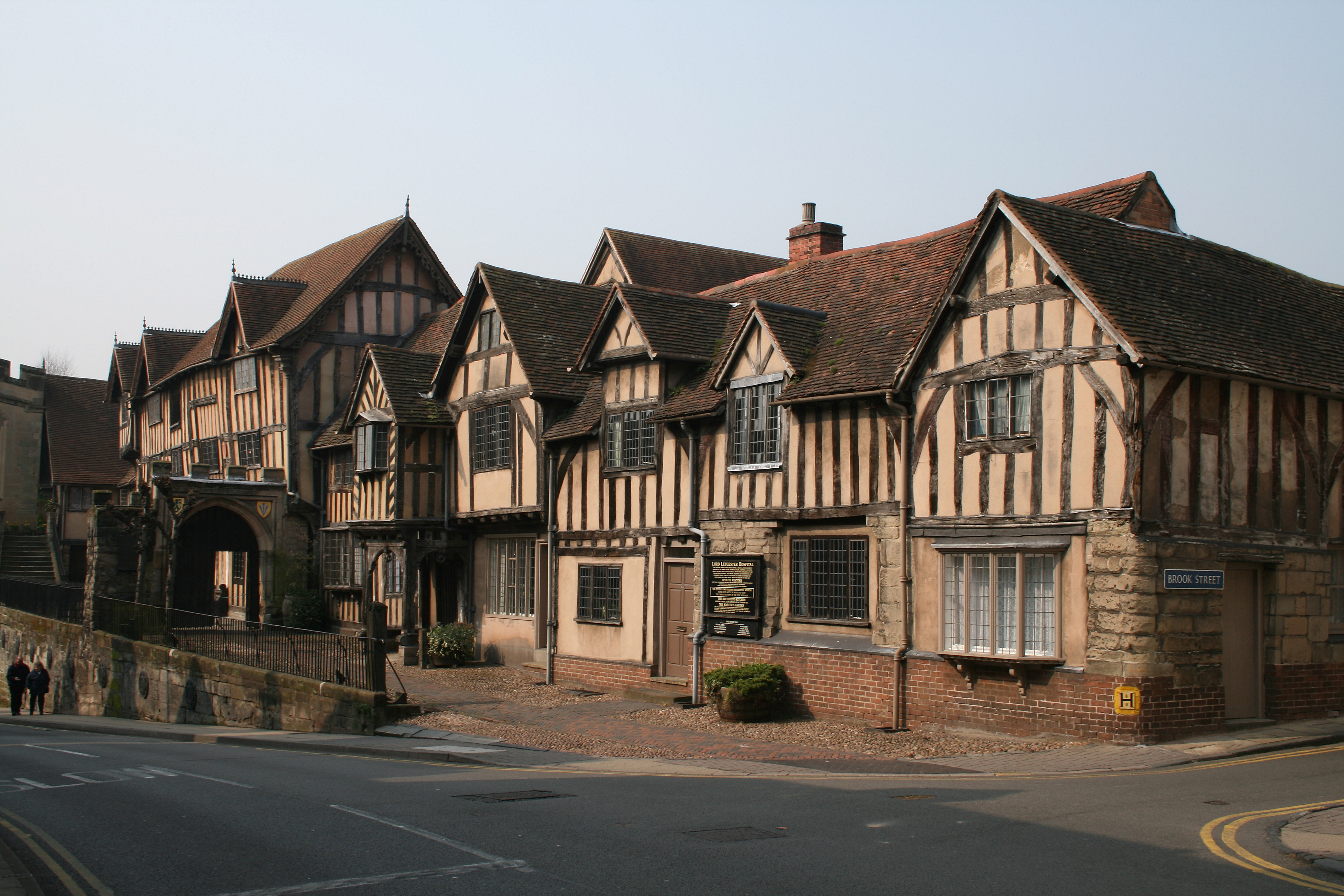
Hospital de Lord Leycester, ao lado da porta ocidental, Warwick.

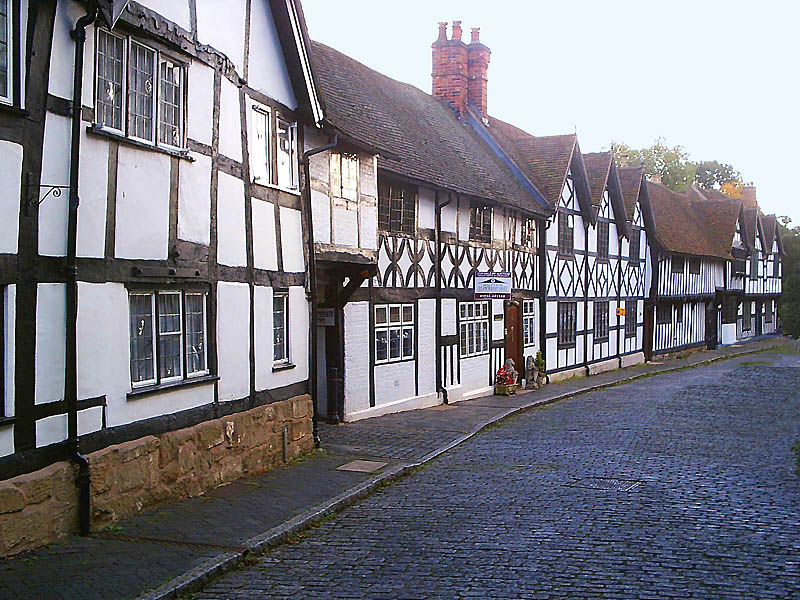
Mill Street, Warwick

### Anglo-saxões
De acordo com a Crônica Anglo-Saxã, Warwick foi fundada às margens do Avon em 914 d.C., quando a soberana anglo-saxã dos mércios, Etelfleda, irmã do rei Eduardo, o Velho, de Wessex, construiu ali um burh, ou residência fortificada, visando derrotar os dinamarqueses (viquingues) que haviam se estabelecido no local do antigo reino da Mércia. Etelfleda era viúva do alderman Etelredo, aliado de seu pai, o rei Alfredo, o Grande. Este burh acabou sendo o princípio do Castelo de Warwick. O nome 'Warwick' significa "moradias à beira da barragem (weir)".

### Vikings
Em 1050 os dinamarqueses invadiram a Mércia e incendiaram boa parte de Warwick, incluindo o seu convento (localizado no local da atual Igreja de São Nicolau.
As fortificações da cidade fizeram com que Warwick se tornasse o centro administrativo do novo shire (condado) no reino inglês unido, e o território administrado a partir de Warwick passou a ser conhecido como Warwickshire. Quando Guilherme, o conquistador fez o censo de Domesday Book, por volta de 1086, Warwick era uma comuna real (royal borough).

### Mércia
Durante a Idade Média, Warwick permaneceu sob o controle de diversos Condes de Warwick, a maior parte pertencentes à família Beauchamp, e se tornou uma cidade amuralhada. Atualmente os únicos restos das muralhas que a cercavam são as portas fortificadas. A porta leste serve atualmente como parte da King's High School, uma instituição associada à Warwick School. Warwick só foi incorporada oficialmente como borough em 1545. O priorado da cidade foi fundado em 1142, no local ocupado atualmente pelo Priory Park ("Parque do Priorado").

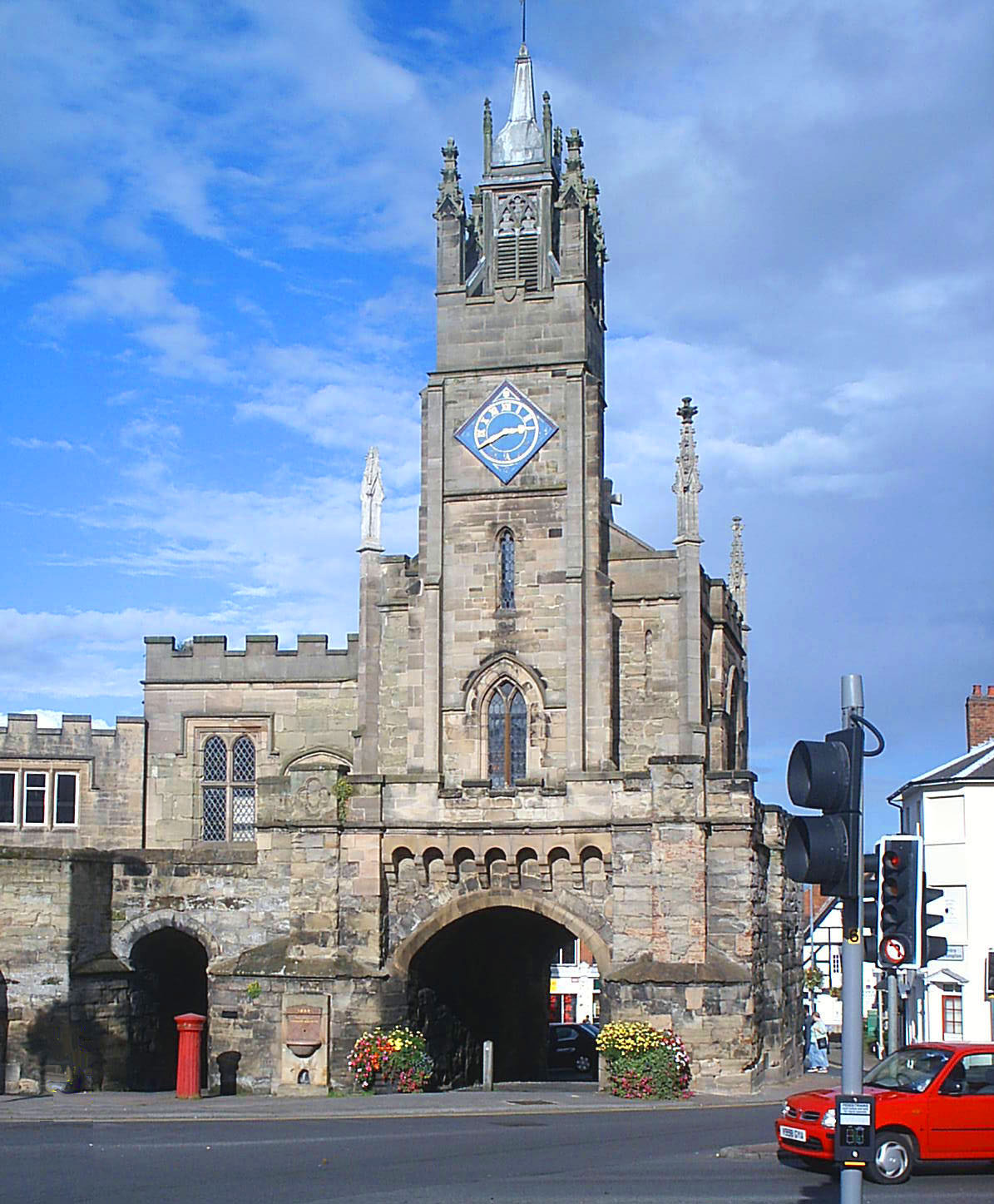
Eastgate (Porta Leste), Warwick

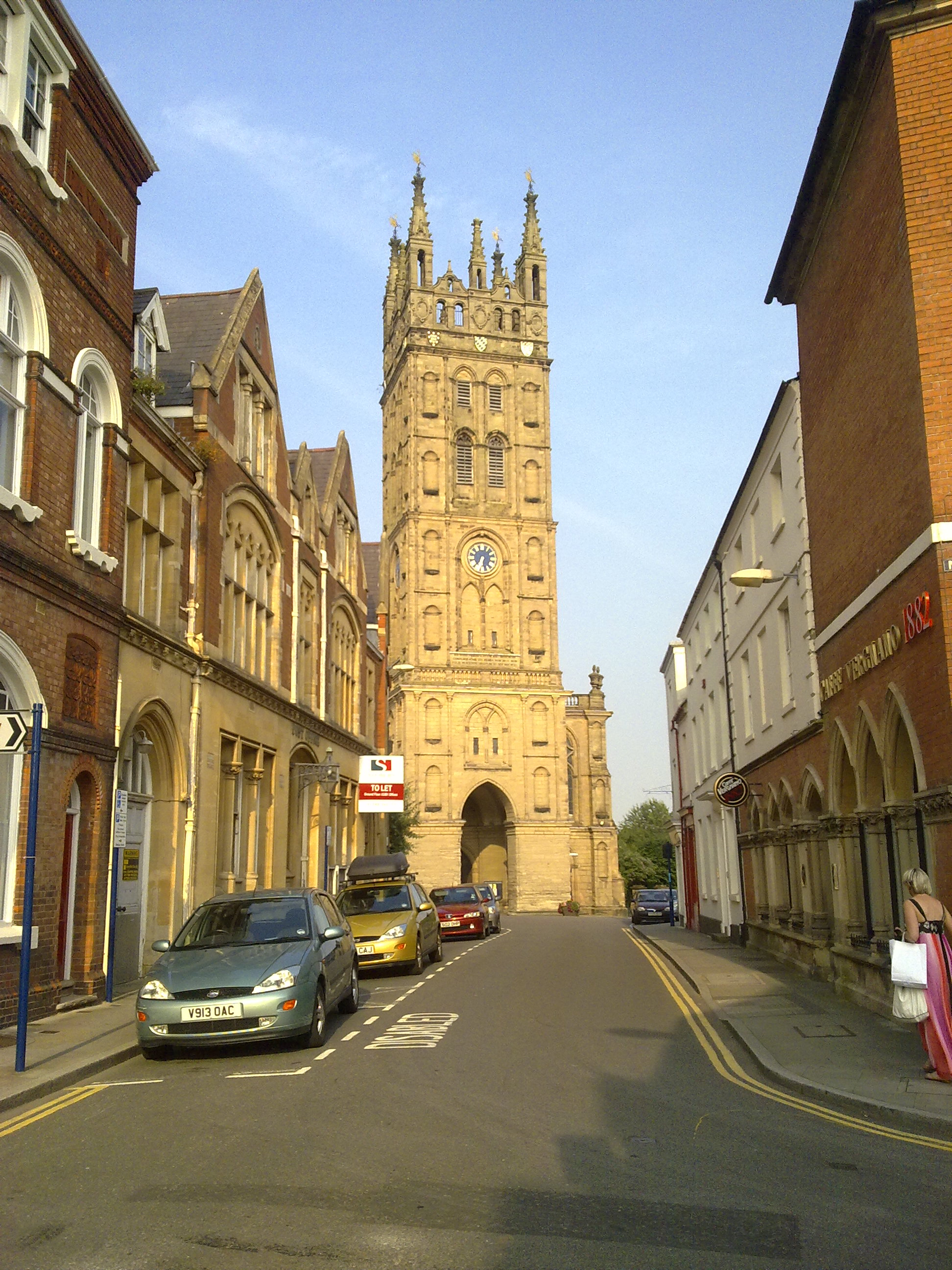
Collegiate Church of St Mary, Northgate Street, Warwick.

Durante a Guerra Civil Inglesa a cidade e o castelo foram fortificados para uso dos Roundheads, os partidários do Parlamento. A fortaleza, sob o comando de Sir Edward Peyto, resistiu por duas semanas a um cerco feito pelos Cavaliers (os partidários do Rei). Posteriores recenseamentos militares feitos entre 1644 e 1646 registraram um número de até 350 homens disponíveis na fortaleza, sob o comando do coronel William Purefoy e do major John Bridges. Em meados do século XVII também foi fundada a Castle Hill Baptist Church, uma das mais antigas igrejas batista do mundo.